# Barranco del Jorado
Barranco del Jorado este o arie protejată (arie specială de conservare — SAC, sit de importanță comunitară — SCI) din Spania întinsă pe o suprafață de 98,2 ha, integral pe uscat.

## Localizare
Centrul sitului Barranco del Jorado este situat la coordonatele 28°42′11″N 17°57′39″W / 28.7031°N 17.9608°V.

## Înființare
Situl Barranco del Jorado a fost declarat sit de importanță comunitară în octombrie 1999 pentru a proteja un număr necunoscut de specii din flora spontană și fauna sălbatică aflate în arealul zonei. Situl a fost protejat și ca arie specială de conservare în ianuarie 2010.

## Biodiversitate
Situată în ecoregiunea , aria protejată conține 1 habitat natural: Tufărișuri termo-mediteraneene și de pre-deșert.
La baza desemnării sitului se află un număr nedeclarat de specii protejate.